# SK Starý Plzenec
SK Starý Plzenec je fotbalový klub z města Starý Plzenec, který byl založen 4. září 1921. Prvním předsedou klubu se stal Josef Sedláček a byly stanoveny první klubové barvy červená a bílá. První organizovaná soutěž se začala v Plzenci hrát na jaře roku 1922. V současné době hraje mužstvo I. B třídu Plzeňského kraje.